# マラウイの鉄道駅一覧

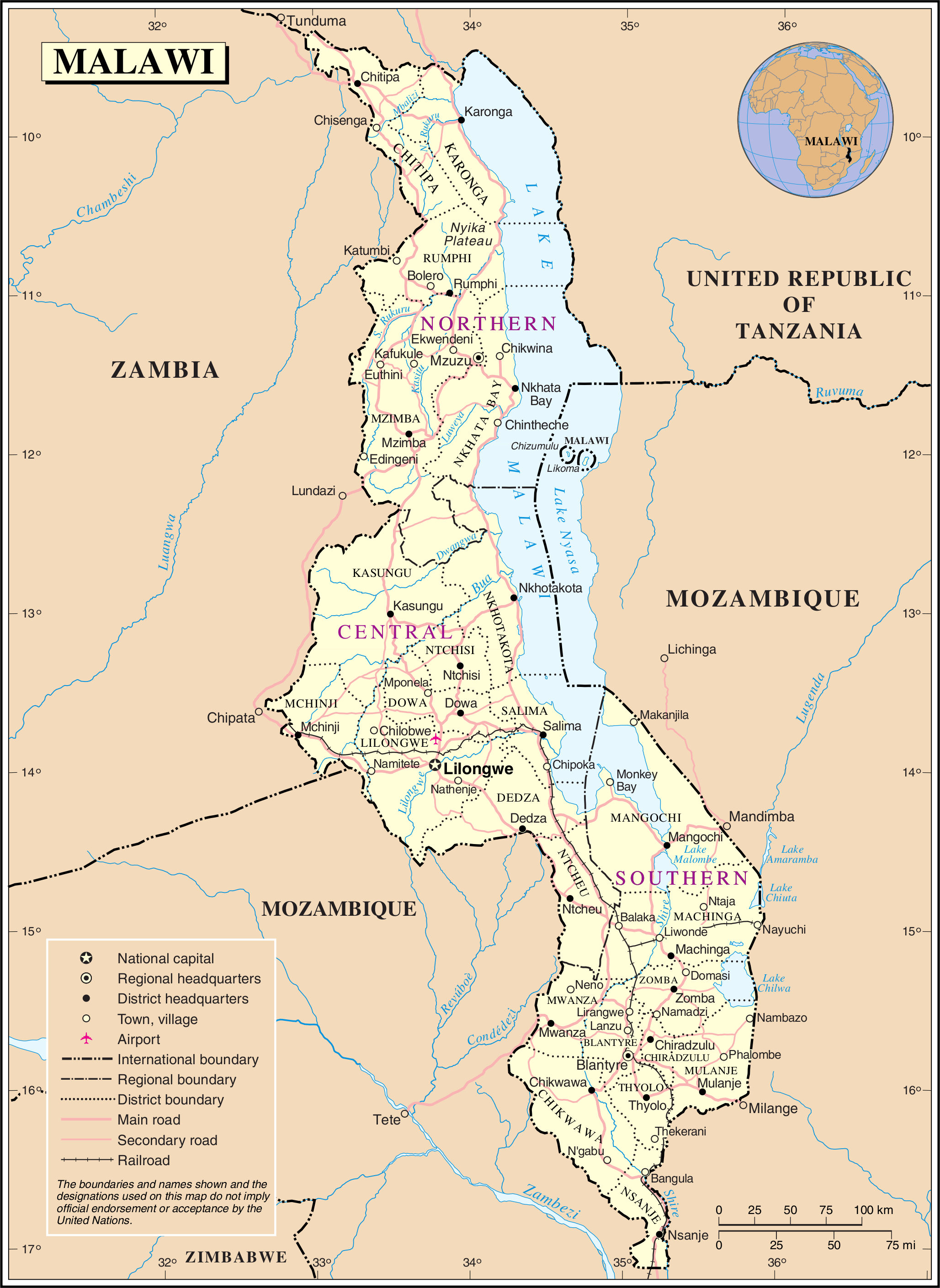
マラウイ全土の地図、マラウイ鉄道路線図も記載されている。

本稿、マラウイの鉄道駅一覧は、マラウイにおける鉄道駅の一覧である。

## 地図および路線図
- UN Map
- UNHCR Map - サリマ以降は確認できない。
- RRDC

## 鉄道駅の一覧
- ランズ
- リラングウェ
- ムワティゼ （モザンビークのテテ州） (195m) – 炭鉱駅

- マカンガ – モザンビーク国境近くの駅
- ナユチ – モザンビークとの国境沿いの駅。ナカラ線に接続している。
- リウォンデ (507m)
- ニカヤ – 東部でモザンビークへ接続
- バラカ (61m)
- チポカ (471m) – マラウイ湖にある内陸港

- サリマ (538m) – 路線が北上するのはここまで、ここからは西へ延びる
- リロングウェ (1024m) –首都
- ムチンジ (1182m) – ザンビア国境近く
- - 国境
- チパタ (1212m)

- ンサンジェ県 (14m) - チロモ橋

- ニカヤ – 接続地点
- シーレ川
- リンベ – マラウイ鉄道事業本部と工場が置かれている (1109m)
- ブランタイヤ (1065m)
- サンダマ (431m)
- サンクラニ (129m)
- チロモ (42m) - 橋
- バングラ
- マカンガ
- ンサンジェ (14m) - 国境近く
- - 国境
- シャッセ (39m)

## 計画中の路線
（ザンビア内戦で閉鎖された線の復旧も含まれる）
- ザンビアのチパタおよびムピカとタンザン鉄道線 – ムチンジからの延長 [1]

- ンサンジェ
- チンベ港

- ブランタイヤ
- モアティゼ [2]